# Венді Ренар
Венделейн Терез Ренар (фр. Wéndèleine Thérèse "Wendie" Renard; нар. 20 липня 1990, Шельшер, Мартиніка) — французька футболістка, центральна захисниця «Ліону» та національної збірної Франції.
Венді Ренар — одна з найтитулованіших гравцчинь сучасного жіночого клубного футболу. Вона виграла рекордні 14 титулів чемпіона Франції та вісім кубків Європи. У 2019 році Нью-Йорк таймс описала її як «інституцію» в Ліоні, найуспішнішому клубі європейського жіночого футболу.

## Ранні роки
Народилася на Мартиніці, французькому володінні на Малих Антильських островів. Молодша дитина в родині серед чотирьох сестер. Футболом захопилася у 7-річному віці у змішаній команді «Ессо-Прешотен» з рідного міста Ле-Прешер. Коли Венді виповнилося вісім років, її батько помер від раку легенів.
У 15-річному віці Ренар вилетіла до Франції на перегляд в Академію Клерфонтен, але не була прийнята до національної програми навчання. У 2005 році перебралася до Франції, виступала до 2006 року в «Рапіді» (Лорьян), де її помітили селекціонери «Ліона». Згодом поїхала на поїзд до Ліона і, після успішнішого перегляду, отримала місце в «Олімпіці Ліон». У 16-річному віці покинула Мартиніку, щоб назавжди оселитися в Ліоні.

## Клубна кар'єра

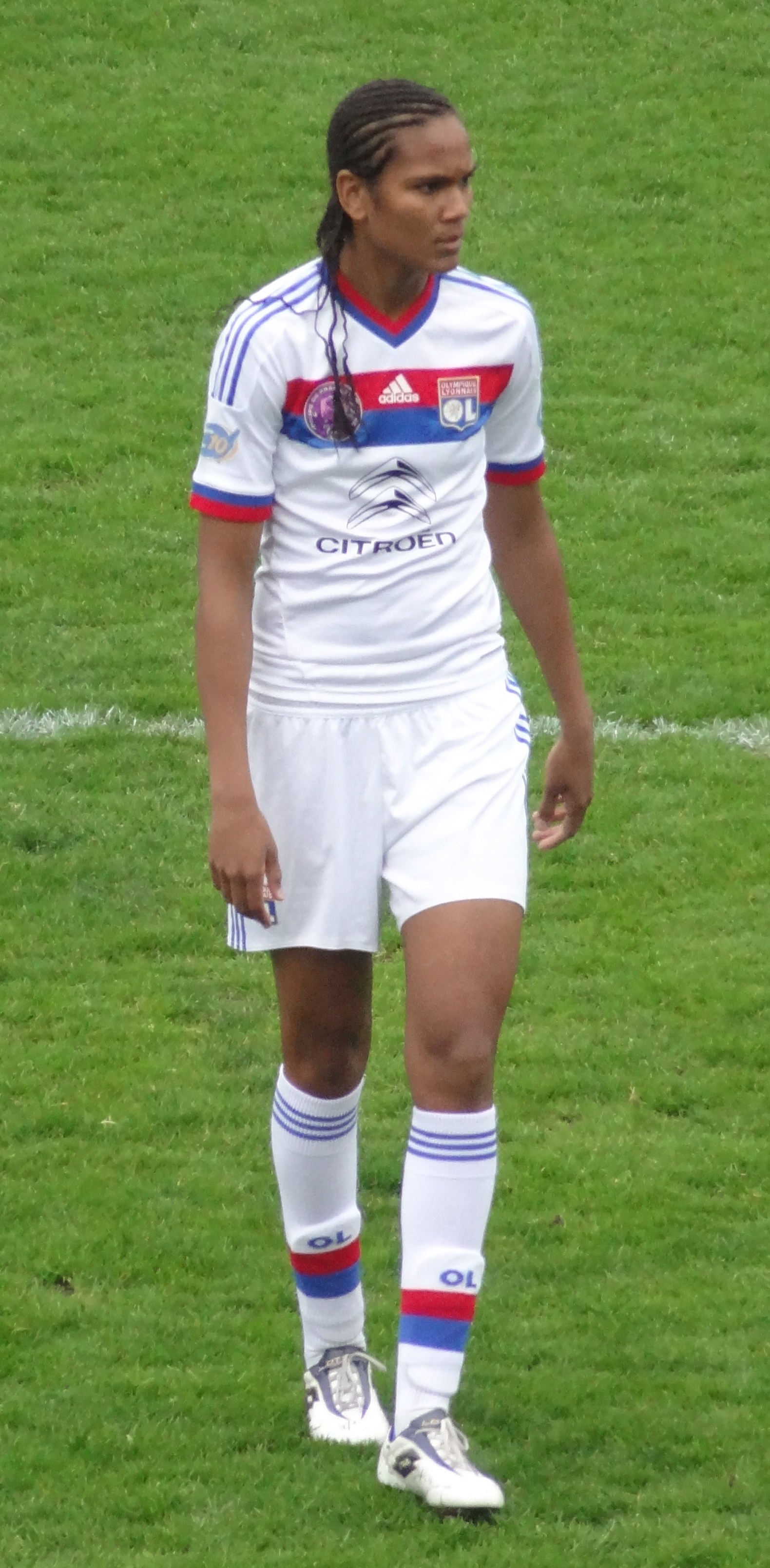
Венді Ренар у футболці «Олімпіка Ліона»

Приєдналася до «Ліона» у 2006 році, а починаючи з сезону 2007/08 років постійно входила у стартовій 11-ці. 2 грудня 2012 року в переможному (13:1) домашньому матчі 10-го туру сезону 2012/13 проти «Аррасу» зіграла свій 100-й поєдинок за «Ліон» у французькому Дивізіоні 1. 30 вересня 2018 року в переможному (2:0) виїзному поєдинку 5-го туру чемпіонату 2018/19 проти «Родеза» провела свій 200-й матч у вище вказаному турнірі. Після завершення футбольної кар'єри своєї одноклубниці Соні Бомпастор, починаючи з сезону 2013/14 років стала капітаном команди. 13 квітня 2019 року в переможному (5:0) поєдинку 20-го туру чемпіонату 2018/19 проти «Парі Сен-Жермена» відзначилася своїм 100-м голом у футболці «Ліона» (реалізувала пенальті, що на 45-й хвилині встановив рахунок 3:0 на користь ліонського клубу). Завдяки цій перемозі «Олімпік» оформив своє 17-те чемпіонство (для Венді воно стало 13-м). З 2006 по 2020 рік виграв чотирнадцять поспіль титулів національного чемпіонату, а також численні трофеї Челлендж де Франс. У 2010 році брав участь у фінальному матчі жіночої Ліги чемпіонів УЄФА, а в сезоні 2010/11 років допомогла «Ліону» виграти змагання. Выдзначилася першим голом у фіналі, в якому француженки перемогли (2:0) поэдинку проти «Турбіне» (Потсдам).
26 серпня 2020 року выдзначивлася переможним голом (1:0) у матчі півфіналу жіночої Ліги чемпіонів УЄФА 2019/20 проти «Парі Сен-Жермен», щоб зрештою допомогти виграти турнір в сьомий раз у своїй кар'єрі.

## Кар'єра в збірній

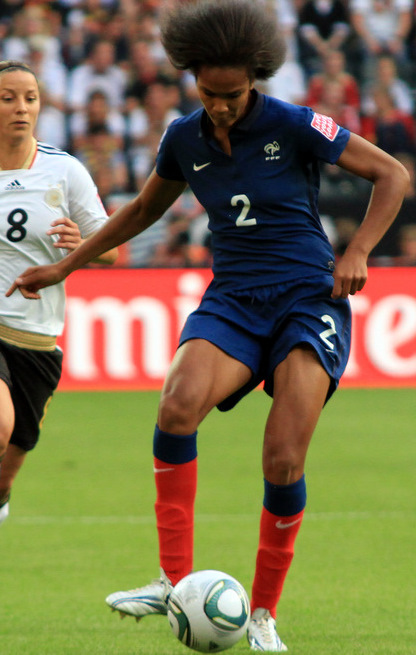
Венді Ренар у футболці жіночої збірної Франції (2011)

Почала викликатися Федерацією футболу Франції з 2007 року, спочатку для того, щоб виступати за команду WU-19. Її викликав тренер Стефаном Пілар для двох товариських матчів 30 жовтня та 2 листопада проти однолітків з Англії. Згодом Стефан Пілард включив її до команди, яка брала участь у турнірі Ла-Манга 2008 року та в чемпіонаті Європи 2008 року, який проводився у Франції. Ренар виходить на поле в усіх трьох матчах, які її національна команда проводить в групі А. Француженки здобувають перемогу, нічию та поразку й набирають рівну кількість очок з Норвегією (4), але поступитися їм виходом до наступного раунду через гіршу різницю забитих та пропущених м'ячів. Навіть з приходом тренерський місток збірної WU-19 Жана-Мішеля Дегранжа, продовжує викликатися як на турнірі Ла-Манга 2009, так і на елітний етап кваліфікації чемпіонату Європи в Білорусі 2009 року, допомогає партнеркам по команді вийти до фінального етапу вище вказаного турніру. На останньому з вище вказаних турнірів Дегранж використовує її в трьох матчах групи А. У цих трьох матчах француженки здобувають 2 перемогами та нічию, виходять на перше місце, обійшовши Швейцарію з аналогічною різницею забитих м'ячів, яка зазнала поразки від Франції та Німеччини, але з гіршою різницею м'ячів. Проте у півфіналі збірна Франції WU-19 зазнала поразки від Швеції WU-19 (2:5). По завершенні чемпіонату Європи 2009 року Венді припиняє власін виступи в команді WU-19, в якій зігалом зіграла 18 матчів, при цьому 14 з них — у стартовому складі.
Тим часом Стефан Пілард, якому довірили очолити команду WU-20 років, який викликав Венді на товариського матчу зі Швейцарією (WU-19) 29 жовтня 2008 року, такаож зіграла з однолітками з Чилі, після чого приєднається до збірної, яка брала участь у чемпіонаті світу в Чилі 2008 року. Ренар виходить на поле в двох із трьох матчів групи B, де французька збірна проходить груповий етап разом із США. У чвертьфіналі Франція перемагає одноліток з Нігерії (3:2), а в півфіналі вони програли (1:2) Північній Кореї. Востаннє одягає футболку команди WU-20 5 травня 2010 року, Дегранж викликав захисницю на товариський матч проти одноліток зі Швейцарії, який завершився поразкою француженок з рахунком 1:2. Загалом за молодіжну жіночу збірну Франнції (WU-20) зіграла 7 поєдинків.

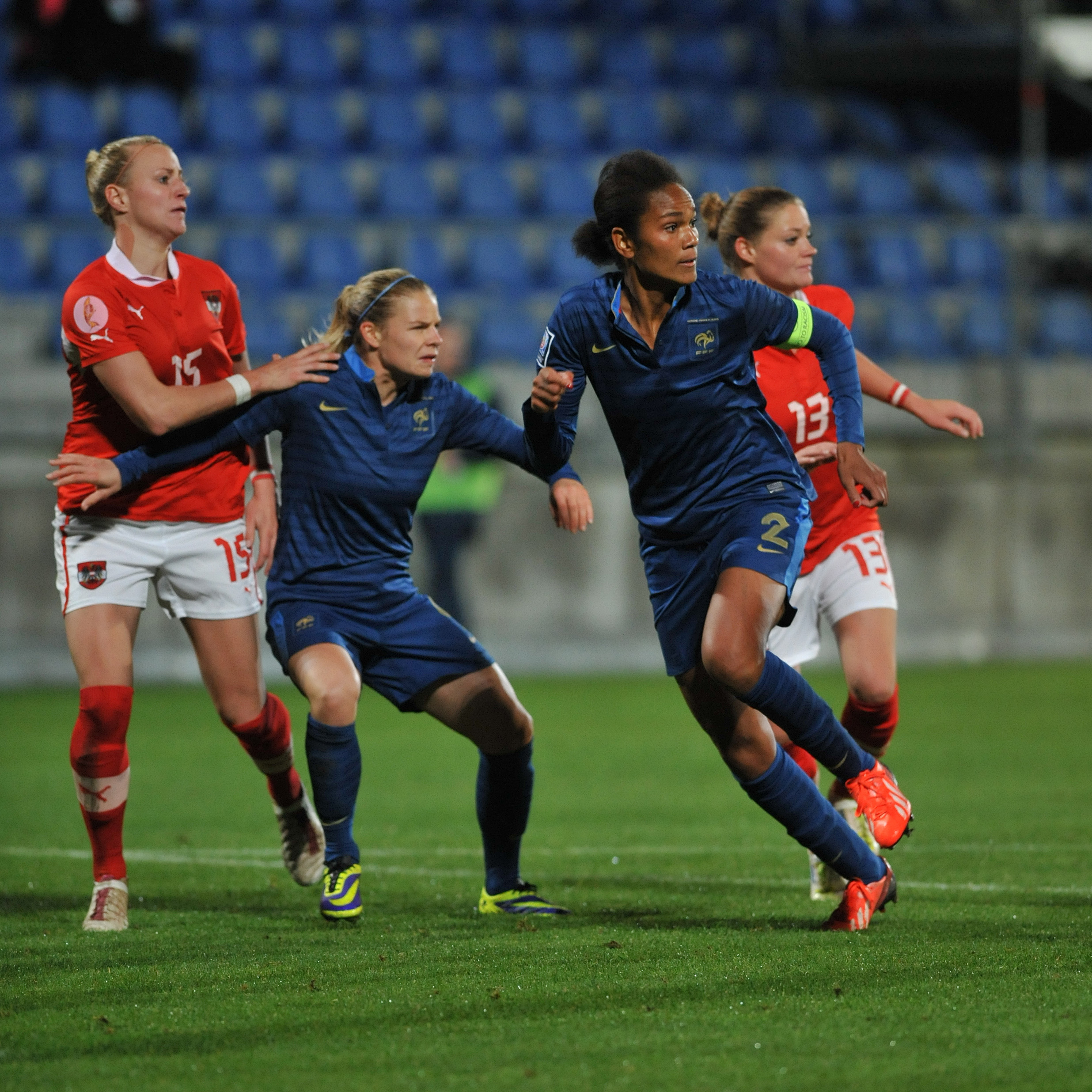
Венді Ренар у 2013 році під час матчу кваліфікації чемпіонату світу 2015 року в Канаді проти збірної Австрії.

У 2011 році головний тренер жіночої національної збірної Франції Брюно Біні викликав Венді для участі в Кубку Кіпру. Дебютувала за національну команду на вище вказану команду 2 березня, в переможному (2:0) поєдинку проти Швейцарії. Також зіграла на кубку Кібру 2011 року ще в 3-х матчах, допомогла француженкам перемогти у матчі за 3-тє місце Шотландію (3:0). 20 листопада того ж року відзначилася своїм першим голом у футболці «блакитних», встановивши результат 5:0 у товариському матчі проти Мексики, в Фор-де-Франс на рідній Мартиніці. З тих пір Біні її регулярно викликав до національної команди, яка брала участь у чемпіонаті світу 2011 року в Німеччині, де француженки займають четверте місце, після поразки (1:2) від Швеції. Виступала на Кубку Кіпру 2012 року, де допомогла Франції виграти, на Олімпійських іграх у Лондоні 2012 року, де вони втратили бронзову медаль після поразки від Канади (0:1), а на чемпіонаті Європи 2013 року в Швеції вибула у чвертьфіналі від Данії в серії післяматчевих пенальті після завершення основного часу (1:1). З вересня 2013 року була капітаном команди. Її позбавили капітанської пов'язки після завершення Євро-2017, і зрештою Ренар змінила Амандін Анрі.
Після зміни на тренерському містку збірної Біні на Філіппа Бержеро влітку 2013 року, Ренар зіграла кваліфікаційні матчі чемпіонату світу 2015 року в Канаді, Кубку Кіпру 2014 року (де разом з командою завоювала другий титул) та Олімпіади в Ріо-2016, де національна команда в чвертьфіналі поступилася Канаді. З приходом на тренерський місток національної збірної Олів'є Ешуафні Венді грала на ШиБілівс Кап 2017 року, де Франція вперше виграла турнір, а також у трьох матчах групового етапу чемпіонату Європи 2017 року Нідерландів, де збірна Франції вибуває у чвертьфіналі від Англії.
Корін Дьякр, яка зайняла посаду головного тренера національної збірної з кінця серпня 2017 року, продовжує викликати Ренар на товариські матчі в рамках підготовки до чемпіонату світу 2019 року у Франції, де вона провела 100-й матч у футболці «блакитних» 6 квітня 2018 року у переможному (8:0) товариському матчі проти Нігерії. Дьякр також вирішує включити її до списку з 23 гравців, які будуть запрошені на домашній чемпіонат світу, оголошений Французькою федерацією 2 травня 2019 року. На турніру Ренар виходить на поле в усіх п'яти зіграних матчах, відіграла вирішальну роль у своїй національної збірній й, не лише ефективно працювала в обороні, але й завдяки своєму високому зросту (187 см) також ефективно грала в штрафному майданчику команд-суперниць. Відзначилася двома м'ячами в першому матчі турніру, де Франція перемагає суперників з Південної Кореї (4:0), а в наступному стала автором голу, яка спочатку встановила рахунок у матчі спочатку 1:1, а потім й перемогу (2:1) над Норвегією (хоча й відзначилася автоголом), фінішувавши на груповому етапі з пенальті, який встановив результат з Нігерією на 79-й хвилині. Француженки завершили груповий етап у групі А на першому місці. У 1/8 фіналу Франція зустрілася з Бразилією, обігравши її з рахунком 2:1 лише в додатковий час, а в чвертьфіналі зустрічаються з чинним чемпіоном світу Сполучених Штатів, де Ренар забиває м'яч головою на 81-й хвилині та відновила надію для «блакитних». На домашньому чемпіонаті світу Венді загалом відзначилася 4-ма голами, завдяки чому стала найкращою бомбардиркою своєї команди. Однак американки здобули перемогу (2:1) й вибили Францію в 1/4 фіналу, таким чином повторивши результат чемпіонату світу 2015 року в Канаді.

## Стиль гри
Ренар фізично сильна, володіє хорошим темпом і технікою, здатна забивати потужні удари головою.

## Статистика виступів

### Клубна
Станом на 12 вересня 2021
| Клуб              | Сезон             | Ліга              | Ліга  | Ліга | Кубок | Кубок | Конт. кубок | Конт. кубок | Інші  | Інші | Загалом | Загалом |
| Клуб              | Сезон             | Дивізіон          | Матчі | Голи | Матчі | Голи  | Матчі       | Голи        | Матчі | Голи | Матчі   | Голи    |
| ----------------- | ----------------- | ----------------- | ----- | ---- | ----- | ----- | ----------- | ----------- | ----- | ---- | ------- | ------- |
| «Ліон»            | 2006–07           | Дивізіон 1        | 2     | 0    | 1     | 0     | 0           | 0           | —     | —    | 3       | 0       |
| «Ліон»            | 2007–08           | Дивізіон 1        | 14    | 2    | 3     | 1     | 6           | 2           | —     | —    | 23      | 5       |
| «Ліон»            | 2008–09           | Дивізіон 1        | 19    | 2    | 3     | 0     | 4           | 0           | —     | —    | 26      | 2       |
| «Ліон»            | 2009–10           | Дивізіон 1        | 20    | 6    | 3     | 0     | 9           | 0           | —     | —    | 32      | 6       |
| «Ліон»            | 2010–11           | Дивізіон 1        | 20    | 2    | 3     | 0     | 9           | 3           | —     | —    | 32      | 5       |
| «Ліон»            | 2011–12           | Дивізіон 1        | 20    | 9    | 4     | 1     | 8           | 1           | —     | —    | 32      | 11      |
| «Ліон»            | 2012–13           | Дивізіон 1        | 13    | 3    | 6     | 2     | 7           | 3           | —     | —    | 26      | 8       |
| «Ліон»            | 2013–14           | Дивізіон 1        | 19    | 7    | 6     | 1     | 4           | 0           | —     | —    | 29      | 8       |
| «Ліон»            | 2014–15           | Дивізіон 1        | 21    | 10   | 4     | 1     | 4           | 1           | —     | —    | 29      | 12      |
| «Ліон»            | 2015–16           | Дивізіон 1        | 15    | 6    | 3     | 4     | 6           | 1           | —     | —    | 24      | 11      |
| «Ліон»            | 2016–17           | Дивізіон 1        | 16    | 6    | 4     | 0     | 8           | 2           | —     | —    | 28      | 8       |
| «Ліон»            | 2017–18           | Дивізіон 1        | 17    | 5    | 5     | 3     | 8           | 4           | —     | —    | 30      | 12      |
| «Ліон»            | 2018–19           | Дивізіон 1        | 17    | 8    | 4     | 2     | 9           | 4           | —     | —    | 30      | 14      |
| «Ліон»            | 2019–20           | Дивізіон 1        | 14    | 7    | 5     | 2     | 6           | 5           | 1     | 0    | 26      | 14      |
| «Ліон»            | 2020–21           | Дивізіон 1        | 20    | 10   | 1     | 1     | 5           | 4           | —     | —    | 26      | 15      |
| «Ліон»            | 2021–22           | Дивізіон 1        | 3     | 0    | 0     | 0     | 2           | 0           | —     | —    | 5       | 0       |
| Усього за кар'єру | Усього за кар'єру | Усього за кар'єру | 250   | 83   | 55    | 18    | 95          | 30          | 1     | 0    | 401     | 131     |

1. ↑  Матчі в Трофеї чемпіонів

### У збірній
Станом на 12 квітня 2022
| Національна збірна | Рік     | Матчі | Голи |
| ------------------ | ------- | ----- | ---- |
| Франція            | 2011    | 13    | 1    |
| Франція            | 2012    | 19    | 5    |
| Франція            | 2013    | 14    | 9    |
| Франція            | 2014    | 14    | 1    |
| Франція            | 2015    | 15    | 1    |
| Франція            | 2016    | 9     | 1    |
| Франція            | 2017    | 14    | 1    |
| Франція            | 2018    | 6     | 1    |
| Франція            | 2019    | 14    | 4    |
| Франція            | 2020    | 4     | 1    |
| Франція            | 2021    | 4     | 4    |
| Франція            | 2022    | 5     | 4    |
| Загалом            | Загалом | 131   | 33   |

#### Голи за збірну
| 1                        | 20 листопада 2011 | Стад П'єр-Алікер, Фор-де-Франс, Мартиніка         | Мексика        | 5–0  | 5–0  | Товариський матч                    |
| 2                        | 1 березня 2012    | ГСЗ, Ларнака, Кіпр                                | Фінляндія      | 1–2  | 1–2  | Кубок Кіпру 2012                    |
| 3                        | 31 березня 2012   | Стад Жуль Дешазо, Гавр, Франція                   | Шотландія      | 2–0  | 2–0  | кваліфікація Євро 2013              |
| 4                        | 19 липня 2012     | Стад Себастьєн Шарлеті, Париж, Франція            | Японія         | 2–0  | 2–0  | Товариський матч                    |
| 5                        | 28 липня 2012     | Гемпден-Парк, Глазго, Шотландія                   | Північна Корея | 4–0  | 5–0  | Літня Олімпіада 2012                |
| 6                        | 3 серпня 2012     | Гемпден-Парк, Глазго, Шотландія                   | Швеція         | 1–2  | 1–2  | Літня Олімпіада 2012                |
| 7                        | 15 липня 2013     | Ідроттспарк, Норрчепінг, Швеція                   | Іспанія        | 0–1  | 0–1  | Євро 2013                           |
| 8                        | 19 липня 2013     | Лінчепінг Арена, Лінчепінг, Швеція                | Англія         | 3–0  | 3–0  | Євро 2013                           |
| 9                        | 20 вересня 2013   | Стад Робер Бобен, Бондуфль, Франція               | Чехія          | 1–0  | 2–0  | Товариський матч                    |
| 10                       | 25 жовтня 2013    | Стад П'єр Бріссон, Бове, Франція                  | Польща         | 2–0  | 6–0  | Товариський матч                    |
| 11                       | 31 жовтня 2013    | Зонненсі, Рітцинг, Австрія                        | Австрія        | 1–3  | 1–3  | кваліфікація чемпіонату світу 2015  |
| 12                       | 23 листопада 2013 | Ловеч, Ловеч, Болгарія                            | Болгарія       | 0–5  | 0–10 | кваліфікація чемпіонату світу 2015  |
| 13                       | 23 листопада 2013 | Ловеч, Ловеч, Болгарія                            | Болгарія       | 0–6  | 0–10 | кваліфікація чемпіонату світу 2015  |
| 14                       | 27 листопада 2013 | ММАрена, Ле-Ман, Франція                          | Болгарія       | 6–0  | 14–0 | кваліфікація чемпіонату світу 2015  |
| 15                       | 27 листопада 2013 | ММАрена, Ле-Ман, Франція                          | Болгарія       | 8–0  | 14–0 | кваліфікація чемпіонату світу 2015  |
| 16                       | 10 березня 2014   | ГСП, Нікосія, Кіпр                                | Нідерланди     | 0–3  | 0–3  | Кубок Кіпру 2014                    |
| 17                       | 19 вересня 2015   | Стад Осеан, Гавр, Франція                         | Бразилія       | 1–0  | 2–1  | Товариський матч                    |
| 18                       | 16 липня 2016     | Стад Себастьєн Шареті, Париж, Франція             | КНР            | 2–0  | 3–0  | Товариський матч                    |
| 19                       | 1 березня 2017    | Тален Енерджі Стедіум, Честер (Пенсільванія), США | Англія         | 1–2  | 1–2  | ШиБілівс Кап 2017                   |
| 20                       | 10 листопада 2018 | Альянц Рив'єра, Ніцца, Франція                    | Бразилія       | 3–0  | 3–1  | Товариський матч                    |
| 21                       | 7 червня 2019     | Парк де Пренс, Париж, Франція                     | Південна Корея | 2–0  | 4–0  | чемпіонат світу 2019                |
| 22                       | 7 червня 2019     | Парк де Пренс, Париж, Франція                     | Південна Корея | 3–0  | 4–0  | чемпіонат світу 2019                |
| 23                       | 17 червня 2019    | Руазон-Парк, Ренн, Франція                        | Нігерія        | 0–1  | 0–1  | чемпіонат світу 2019                |
| 24                       | 28 червня 2019    | Парк де Пренс, Париж, Франція                     | США            | 2–1  | 2–1  | чемпіонат світу 2019                |
| 25                       | 27 листопада 2020 | Стад де Рудуру, Генгам, Франція                   | Австрія        | 1–0  | 3–0  | кваліфікація чемпіонату Європи 2021 |
| 26                       | 20 лютого 2021    | Стад Сен-Симфор'єн, Мец, Франція                  | Швейцарія      | 1–0  | 2–0  | Товариський матч                    |
| 27                       | 23 February 2021  | Стад Сен-Симфор'єн, Мец, Франція                  | Швейцарія      | 1–0  | 2–0  | Товариський матч                    |
| 28                       | 23 February 2021  | Стад Сен-Симфор'єн, Мец, Франція                  | Швейцарія      | 2–0  | 2–0  | Товариський матч                    |
| 29                       | 17 вересня 2021   | Пампелопоннісіако, Патри, Греція                  | Греція         | 0–10 | 0–10 | кваліфікація чемпіонату світу 2023  |
| 30                       | 16 лютого 2022    | Стад Осеан, Гавр                                  | Фінляндія      | 3–0  | 5–0  | Турно дю Франс 2022                 |
| 31                       | 16 лютого 2022    | Стад Осеан, Гавр                                  | Фінляндія      | 5–0  | 5–0  | Турно дю Франс 2022                 |
| 32                       | 22 лютого 2022    | Стад Осеан, Гавр                                  | Нідерланди     | 1–0  | 3–1  | Турно дю Франс 2022                 |
| Станом на 23 лютого 2022 |                   |                                                   |                |      |      |                                     |

## Досягнення
«Ліон»
- Дивізіон 1 Франції
  -  Чемпіон (14): 2006/07, 2007/08, 2008/09, 2009/10, 2010/11, 2011/12, 2012/13, 2013/14, 2014/15, 2015/16, 2016/17, 2017/18, 2018/19, 2019/20

- Кубок Франції
  -  Володар (9): 2007/08, 2011/12, 2012/13, 2013/14, 2014/15, 2015/16, 2016/17, 2018/19, 2019/20

- Ліга чемпіонів УЄФА
  -  Чемпіон (8): 2010/11, 2011/12, 2015/16, 2016/17, 2017/18, 2018/19, 2019/20, 2021/22

- Міжнародний клубний чемпіонат світу серед жінок
  -  Чемпіон (1): 2012

- Трофей чемпіонів
  -  Володар (1): 2019[16]

- Жіночий кубок Вало
  -  Володар (1): 2014

Франція
- Кубок Кіпру
  -  Володар (2): 2012, 2014

- ШиБілівс Кап
  -  Володар (1): 2017

Індивідуальні
- Команда всіх зірок чемпіонату Європи: 2013
- Команда всіх зірок чемпіонату світу: 2015
- Команда мрії чемпіонату світу: 2015
- World XI ФІФПро: 2015[17], 2016[18], 2017, 2019, 2020[19], 2021[20]
- Жіноча збірна світу за версією IFFHS: 2017, 2018[21], 2019[22], 2020[23]
- Найкращий захисник сезону в жіночій Лізі чемпіонів УЄФА: 2019/20[24]
- Жіноча збірна світу десятиліття за версією IFFHS: 2011–2020[25]
- Жіноча збірна світу десятиліття за версією УЄФА[26]